# Cicollus

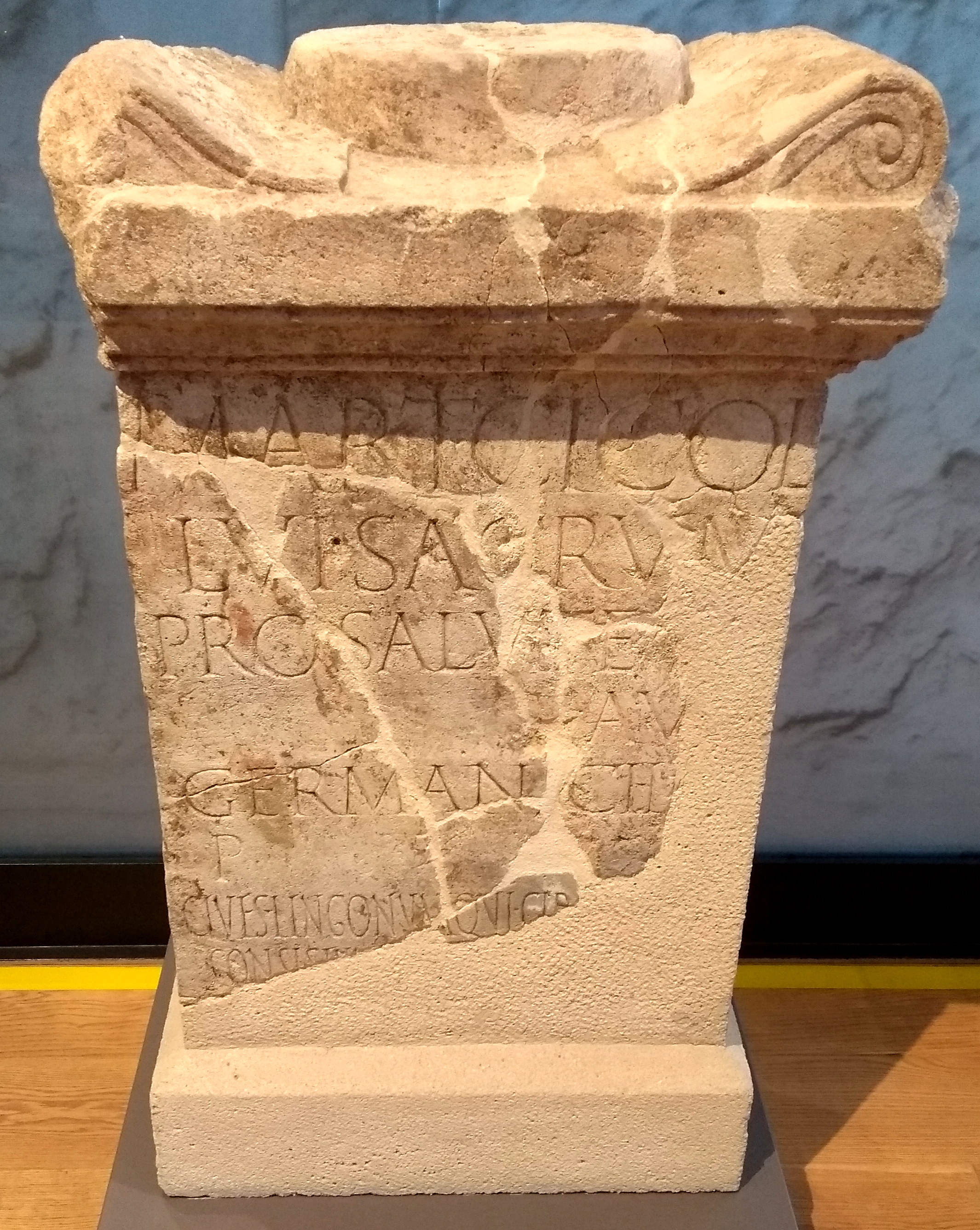
Fragmente eines Weihesteins für Mars Cicollus im LVR-RömerMuseum Xanten

Cicollus, Cicolluis oder  Cocolluis war ein Kriegsgott der spätantiken keltischen Mythologie. Er wurde nach der Interpretatio Romana mit dem römischen Mars identifiziert, sein einheimischer Name wird als „der an Fleisch Große“ oder „Großmuskel“ interpretiert (auch ein Stier gleichen Namens ist belegt). Da der Name meist im gallischen Dativ CICOLLVI (OGAM-Schrift) vorkommt, wird der Name oft als *Cicolluis wiedergegeben. Der gallische Nominativ lautete aber *Cicollos oder Cicollus. Im Kymrischen bedeutet cig „Fleisch“, im Altirischen oll „groß“, „mächtig“.
Hauptverbreitungsgebiet des Cicollus waren die Regionen Côte-d’Or und Franche-Comté, wo er mit seiner Gefährtin, der Göttin Litavis oder der römischen Bellona gemeinsam verehrt wurde, Inschriften ihm zu Ehren fand man jedoch auch in der Schweiz in Windisch und in Deutschland in Xanten.
Der gallische Cicollus wird oft mit der irischen Sagenfigur des Fomoir-Königs Cichol Gri-cenchos in Verbindung gebracht.